# Marion Allard
Marion Allard (1990) è un'ex sciatrice alpina francese.

## Biografia
Originaria di Megève e attiva in gare FIS dal gennaio del 2006, in Coppa Europa la Allard esordì il 24 gennaio 2006 a Megève in supergigante (51ª), conquistò due podi nella stagione 2008-2009 (3ª nel supergigante di Kvitfjell del 29 novembre e 2ª nella discesa libera di Altenmarkt-Zauchensee del 20 dicembre) e prese per l'ultima volta il via il 12 marzo 2009 a Crans-Montana in supergigante, senza completare la prova. Si ritirò all'inizio della stagione 2009-2010 e la sua ultima gara fu il supergigante di South American Cup disputato il 28 agosto a Valle Nevado, non completato dalla Allard; in carriera non debuttò in Coppa del Mondo né prese parte a rassegne olimpiche o iridate.

## Palmarès

### Coppa Europa
- Miglior piazzamento in classifica generale: 41ª nel 2009
- 2 podi:
  - 1 secondo posto
  - 1 terzo posto